# Metal Resistance
Metal Resistance (normalmente divulgado como METAL RESISTANCE) é o segundo álbum de estúdio do grupo  japonês Babymetal dos gêneros metal e idol. Foi lançado em 29 de março de 2016, no Japão, pela BMD Fox Records, e em 1 de abril do mesmo ano no resto do mundo pela earMusic e Sony Music Entertainment.
Metal Resistance recebeu críticas em geral positivas. O álbum estreou na 39ª posição da Billboard 200, a melhor estreia para um artista japonês desde Kyu Sakamoto em 1963, com uma vendagem de primeira semana de 12,914 cópias. O álbum chegou à 15ª posição na UK Albums Chart, a maior posição atingida por uma banda japonesa.

## Antecedentes
Metal Resistance foi anunciado em dezembro de 2015 para coincidir com o anúncio de uma nova turnê mundial, com o título confirmado em janeiro de 2016. Em 19 de fevereiro, a banda revelou a capa e a lista de faixas das três versões do álbum, junto a data de lançamento do single "Karate", para 25 de fevereiro.

Numa entrevista ao Gigwise, quando perguntada sobre o significado do título do álbum, Su-metal explicou: "não tem a ver com nós resistindo contra algo assim, mas no último ano de nossas atividades parece que nós estamos lutando contra algo toda vez que subimos ao palco". Ela disse, sobre o som em comparação ao álbum de estreia delas: "Este álbum contém muito mais novos e diferentes tipos de metal que nunca fizemos antes. Nós crescemos tanto na música que fazemos, e este álbum soa um pouco mais velho e mais maduro. Passaram-se dois anos desde nosso último álbum, e você pode realmente ouvir nossa jornada neste lançamento." Numa entrevista à Loudwire, Moametal descreveu suas experiências desde o lançamento do álbum de estreia delas e seus sentimentos sobre o lançamento seguinte.

"Nós estávamos na estrada em turnê por dois anos então nós tínhamos muita confiança no álbum. Pra ser honesta, nós estávamos ansiosas se conseguiríamos fazer um álbum melhor do que o álbum anterior, mas quando eu ouvi o novo Metal Resistance finalizado, era um álbum novo tão interessante que eu estava aliviada e definitivamente cheia de confiança."

## Composição
De acordo com o The Japan Times, o álbum consiste em uma fórmula com alguns elementos de "hair metal dos anos 1980 e metal sinfônico, que são talvez mais adequados para misturar com J-pop do que os subgêneros mais empolgados de metal." O álbum traz toques de vários subgêneros de metal; “Karate” contém elementos de groove metal e nu metal, "Tales of the Destinies" deriva de metal progressivo técnico. "The One" é inspirada por metal sinfônico e "GJ!" tem guitarras metalcore com toques eletrônicos. Em contraste, o solo de Su-metal "No Rain, No Rainbow" é descrito como uma "power ballad épica dos anos 80", enquanto que "Meta Taro" é mais dirigida pelo sintetizador com Viking metal. "Yava!" é descrita como tendo "guitarras limpas e versos punk, quase staccato" evoluindo para metal, enquanto que "Amore" é reminiscente do álbum anterior delas. “Awadama Fever”, como "Gimme Chocolate!!", acompanha gêneros de drum and bass e bubblegum pop. "Meta Taro" e "From Dusk Til Dawn" são descritas como tendo velocidades, com a segunda sendo a mais rápida e com "um quê épico, válido como trilha sonora de filme". Em uma entrevista à Loudwire, Su-metal descreveu a letra da faixa como uma "máquina do tempo sabor menta": "Esta canção tem muito dos elementos kawaii. Eu tenho uma impressão de que mesmo que seja metal, ela traz muitos dos nossos toques kawaii."
Yuimetal descreveu as letras do álbum como "muito positivas e têm muitos elementos motivacionais nelas. Eu espero que este disco anime nossos ouvintes e os inspire." Moametal descreveu o objetivo de Metal Resistance: "Nós esperamos ser capazes de unir o mundo por meio da música neste álbum - para que ele seja a ponte entre nós e os ouvintes. Isso é algo no qual nós colocamos muita ênfase neste álbum." ao discutir os temas metal na música da banda, o produtor executivo Kobametal explicou: "É diferente do metal na Alemanha. Diferente do metal na Escandinávia, América do Sul, e no mundo todo. É tudo metal, mas todo mundo está fazendo algo diferente. Esta é a nova forma do metal japonês – mas o que as pessoas percebem pessoalmente é algo diferente "

## Lançamento
O álbum foi disponibilizado como um combo misterioso na loja oficial da banda, mais tarde revelado como sendo um pacote que incluía um CD e um vinil, uma jaqueta de denim com manchas, um pôster de 12x18 polegadas, uma camisa Metal Resistance, alguns broches e um boné de caminhoneiro preto.

### Recepção da crítica
| Críticas profissionais | Críticas profissionais |
| Pontuações agregadas   | Pontuações agregadas   |
| Fonte                  | Avaliação              |
| ---------------------- | ---------------------- |
| Metacritic             | 74/100                 |
| Avaliações da crítica  |                        |
| Fonte                  | Avaliação              |
| AllMusic               | [ 18 ]                 |
| Alternative Press      | [ 17 ]                 |
| Consequence of Sound   | B+                     |
| Kerrang!               | [ 17 ]                 |
| NME                    | [ 19 ]                 |
| The Observer           | [ 20 ]                 |
| Rock Sound             | 8/10                   |
| InterMedia             | [ 21 ]                 |

Metal Resistance recebeu em geral críticas positivas. No Metacritic, o álbum tem uma pontuação média de 74/100, o que indica "resenhas em geral favoráveis", baseado em oito resenhas. O crítico do Rock Sound Gav Lloyd escreveu que o álbum a doideira do álbum de estreia delas que "realmente veio na forma de canções realmente ótimas" e "se encaixa perfeitamente de uma ideia para outra sem diferenças na qualidade". Uma resenha da Kerrang! descreveu o álbum como "Como dizemos, diversão brilhante." Jon Hadusek do Consequence of Sound escreveu que a banda afia "uma fusão de metal técnico, música dance e power pop que é tanto competente quanto emocionalmente revigorante.", chamando "Karate" e "From Dusk Till Dawn" de faixas essenciais.
Phil Mongredien do The Observer chamou o álbum de "quebrador de regras", com elogios para "GJ!" e "Sis. Anger", mas criticando as "formulaicas" "No Rain, No Rainbow" e as letras em inglês de "The One". O Alternative Press escreveu que enquanto as "texturas musicais e e tropos [do álbum] podem ficar repetitivos--o entusiasmo agressivo e sinceridade do BabyMetal são impossíveis de resistir." Tim Sendra do AllMusic afirmou que o álbum foi feito, em comparação ao álbum de estreia delas, "a favor de uma abordagem mais pesada e séria", e embora ele tenha elogiado o desempenho das três garotas, ele afirmou que "seus colaboradores deixaram ela na mão." Jordan Bassett do NME elogiou a "Amore" com influências de J-pop, mas chamou "Meta Taro" de repetitiva e concluiu que "a aderência [da banda] à supracitada fórmula pode ser bem chata".

### Desempenho comercial
Metal Resistance estreou na segunda posição da Oricon Daily Chart em 28 de março de 2016, chegando ao topo da parada no lançamento do álbum. Estreou na segunda posição da Oricon Weekly Chart com 132.881 cópias físicas, atrás de The JSB Legacy dos Sandaime J Soul Brothers. No Reino Unido, o álbum estreou na 15ª posição na UK Albums Chart, tornando o Babymetal a banda japonesa mais alta na parada. Nos Estados Unidos, estreou na 39ª posição na Billboard 200 e na 7ª na parada Digital Albums, totalizando 12.914 unidades equivalentes de álbum )incluindo vendas de álbuns, vendas equivalentes de faixas e stremas equivalentes), das quais 12.240 foram vendas puras de álbuns. É o álbum japonês que melhor se colocou na Billboard 200 em 53 anos, dede o Sukiyaki and Other Japanese Hits de Kyu Sakamoto, que chegou à 14ª posição em 1963.

## Divulgação

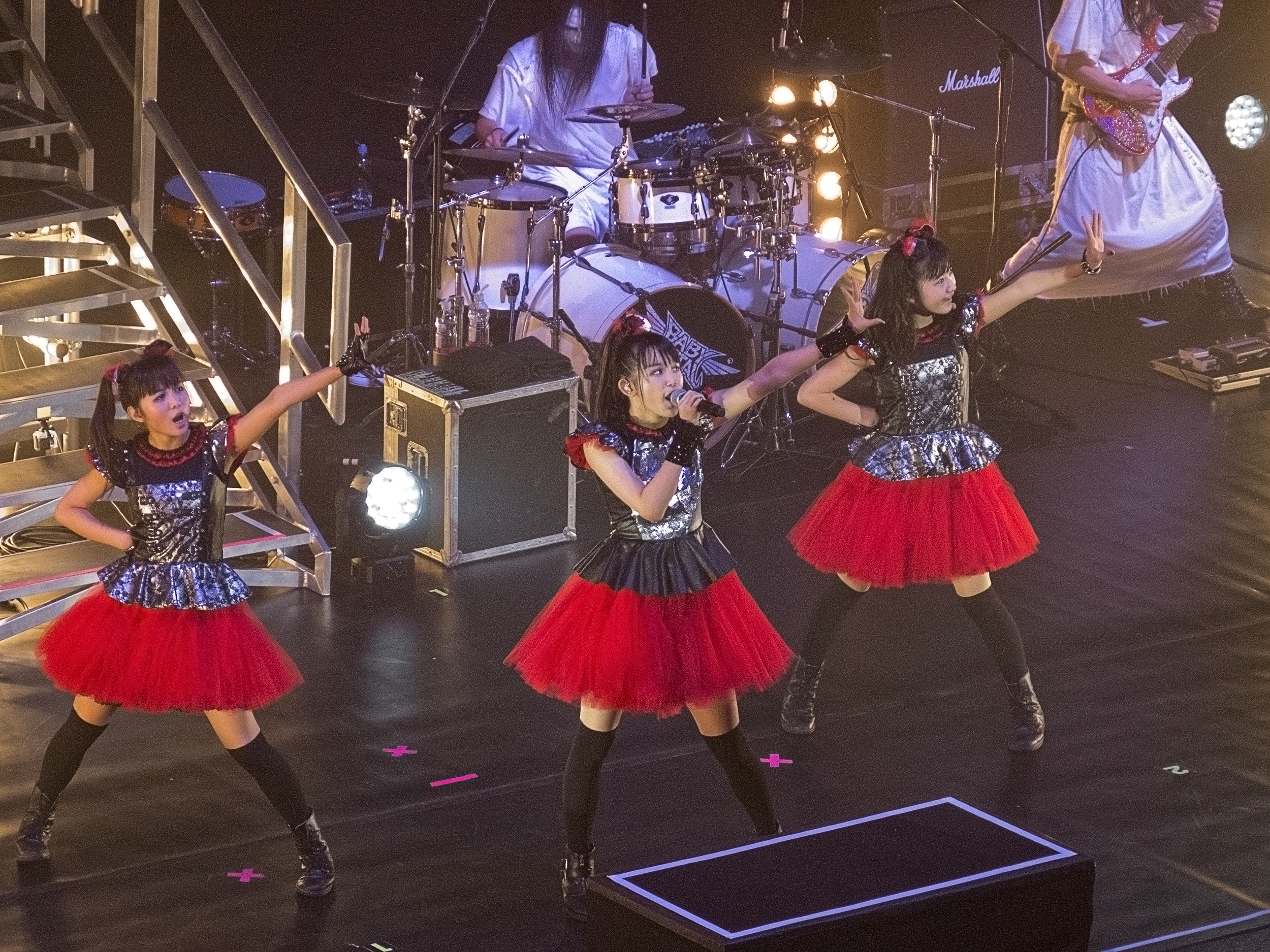
"Road of Resistance" foi tocada pela primeira vez durante a Babymetal World Tour 2014.

Em 13 dezembro de 2015, um vídeo no YouTube foi postado no canal oficial da banda para o álbum então sem título, anunciado com a data de lançamento de 1 de abril intitulada de "Dia da Raposa". Simultaneamente, uma turnê mundial de 2016 foi anunciada também. com uma apresentação final prevista para o Tokyo Dome. Em 25 de fevereiro de 2016, um teaser do álbum foi lançado no canal com a faixa "Karate", que foi lançada como single digital no mesmo dia.. O álbum foi lançado em lojas de música no Japão em 29 de março de 2016, três dias antes da data de lançamento mundial.
Para promover o lançamento de Metal Resistance, a banda tocou ao vivo na Wembley Arena em 2 de abril de 2016, no dia seguinte do lançamento mundial do álbum, como a primeira data da turnê mundial. Em 5 de abril de 2016, a banda tocou a faixa "Gimme Chocolate!!", do álbum de estreia delas, no The Late Show with Stephen Colbert, sua primeira aparição na televisão dos Estados Unidos.

### Singles e outras faixas
A faixa "Road of Resistance" foi lançada previamente como single digital em 1 de fevereiro de 2015, e depois como uma faixa bônus no álbum Babymetal. Chegou à 22ª posição na parada Billboard World Digital Songs.
Em 25 de fevereiro de 2016, "Karate" foi lançada como single digital e um clipe foi carregado no YouTube em 17 de março de 2016. A canção chegou à 2ª posição na parada Billboard World Digital Songs. Su-metal descreveu a faixa como tendo "não apenas atmosferas do Babymetal, mas também elementos japoneses... sua letras retrata uma forte vontade de seguir em frente, não importa o que aconteça em sua vida. Nós fazemos shows com fortes vontades então nós podemos nos relacionar com as letras em "Karate". Nós ficaremos maravilhadas se os ouvintes puderem sentir energias positivas ao ouvir esta canção."
Antes do lançamento do álbum, o solo de Su-metal "No Rain, No Rainbow" foi tocada ao vivo durante os shows Legend "1999" Yuimetal & Moametal Seitansai e Black Night Legend "Doomsday" Ceremony of Summoning, cada um com um lançamento em vídeo. Segundo Su-metal, a canção "poderia ter sido gavada para nosso primeiro álbum, mas eu realmente não entendi o conteúdo de suas letra quando eu cantei esta música pela primeira vez três anos atrás. Contudo, ao tocar esta música em shows, eu me vi desenvolvendo não só suas técnicas vocais, mas também meios de expressar minhas emoções por meio desta canção no processo do meu crescimento. Eu acho que "No Rain, No Rainbow" se tornou o que é agora devido à minha experiência tocando-a em nossos shows."
Um vídeo de "The One", filmado durante uma das apresentações banda na Yokohama Arena foi carregado no YouTube em 26 de março de 2016. Sobre a versão em inglês da faixa presente na edição "Out of Japan" (Fora do Japão) de Metal Resistance, Su-metal explicou: "Muitas pessoas de diferentes ´países nos perguntaram se nós planejávamos cantar uma canção em inglês. Nós estamos extremamente feliz que agora nós temos uma canção em inglês que todos nós podemos cantar juntos."
"Awadama Fever" foi tocada ao vivo em 2015 durante a última apresentação da Babymetal World Tour 2014, que foi filmada e lançada em Blu-ray com o título Legend 2015: Shinshun Kitsune Matsuri in limited edition. "Yava!" estreou durante a Babymetal World Tour 2015 em Makuhari Messe em 21 de junho de 2015, o que foi a  maior aresentação da banda na época, com cerca de 30.000 pagantes.

## Lista de faixas
| Edição redular |                                                      |                                                                                             |                                                           |                             |         |  |
| N.º            | Título                                               | Letras                                                                                      | Música                                                    | Arranjo                     | Duração |  |
| 1.             | "Road of Resistance"                                 | Kitsune of Metal God ( KITSUNE of METAL GOD ) Mk-metal ( MK-METAL ) Kxbxmetal ( KxBxMETAL ) | Mish-Mosh Norimetal ( NORiMETAL ) Kyt-metal ( KYT-METAL ) | Kyoto (教頭)                | 5:18    |  |
| 2.             | "Karate"                                             | Yuyoyuppe                                                                                   | Yuyoyuppe                                                 | Yuppemetal (YUPPEMETAL)     | 4:23    |  |
| 3.             | "Awadama Fever" (あわだまフィーバー; "Bubble Fever") | Mk-metal Kxbxmetal                                                                          | Takeshi Ueda (TAKESHI UEDA)                               | Ueda                        | 4:13    |  |
| 4.             | "Yava!" (ヤバッ! Yaba!)                              | Nakametal ( NAKAMETAL ) Mk-metal Kxbxmetal                                                  | Norimetal                                                 | Yuppemetal                  | 3:48    |  |
| 5.             | "Amore" (Amore -蒼星-; "Love: Blue Star")            | Norimetal Mk-metal Kxbxmetal                                                                | Norimetal                                                 | Kyoto                       | 4:39    |  |
| 6.             | "Meta Taro" (META! メタ太郎 META! Meta Tarō)         | Kxbxmetal Ryu-metal ( RYU-METAL )                                                           | Ryu-metal                                                 | Tatsuo ( tatsuo ) Ryu-metal | 4:06    |  |
| 7.             | "Syncopation" (シンコペーション Shinkopēshon)        | Norimetal Kxbxmetal                                                                         | Norimetal                                                 | Megmetal (MEGMETAL)         | 4:07    |  |
| 8.             | "GJ!"                                                | Nakata Caos ( 中田カオス ) Yuyoyuppe                                                        | Yuyoyuppe                                                 | Yuppemetal                  | 2:56    |  |
| 9.             | "Sis. Anger"                                         | Tsubometal ( TSUBOMETAL ) Tmetal ( TMETAL )                                                 | Tsubometal                                                | Yuppemetal                  | 3:45    |  |
| 10.            | "No Rain, No Rainbow"                                | Yoshifu-metal ( YOSHIFU-METAL ) Mk-metal Nakametal                                          | Yoshifu-metal                                             | Ledametal (LEDAMETAL)       | 4:50    |  |
| 11.            | "Tales of the Destinies"                             | Kitsune of Metal God Kxbxmetal                                                              | Mish-Mosh                                                 | Tatsuo Mish-Mosh            | 5:35    |  |
| 12.            | "The One"                                            | Kitsune of Metal God Kxbxmetal                                                              | Mish-Mosh                                                 | Tatsuo Mish-Mosh            | 6:29    |  |
| Duração total: | Duração total:                                       | Duração total:                                                                              | Duração total:                                            | Duração total:              | 54:09   |  |

| Edição "Out of Japan" |                          |                                       |                |                  |         |  |
| N.º                   | Título                   | Letras                                | Música         | Arranjo          | Duração |  |
| 7.                    | "From Dusk Till Dawn"    | Kitsune of Metal God Kxbxmetal Tmetal | Yuyoyuppe      | Yuppemetal       | 3:47    |  |
| 8.                    | "GJ!"                    | Nakata Yuyoyuppe                      | Yuyoyuppe      | Yuppemetal       | 2:56    |  |
| 9.                    | "Sis. Anger"             | Tsubometal Tmetal                     | Tsubometal     | Yuppemetal       | 3:45    |  |
| 10.                   | "No Rain, No Rainbow"    | Yoshifu-metal Mk-metal Nakametal      | Yoshifu-metal  | Ledametal        | 4:50    |  |
| 11.                   | "Tales of the Destinies" | Kitsune of Metal God Kxbxmetal        | Mish-Mosh      | Tatsuo Mish-Mosh | 5:35    |  |
| 12.                   | "The One" (English ver.) | Kitsune of Metal God Kxbxmetal        | Mish-Mosh      | Tatsuo Mish-Mosh | 6:29    |  |
| Duração total:        | Duração total:           | Duração total:                        | Duração total: | Duração total:   | 53:49   |  |

| Edição limitada "The One" |                                                      |                                  |                |                  |         |  |
| N.º                       | Título                                               | Letras                           | Música         | Arranjo          | Duração |  |
| 7.                        | "Syncopation" (シンコペーション)                     | Norimetal Kxbxmetal              | Norimetal      | Megmetal         | 4:07    |  |
| 8.                        | "GJ!" (Reward edit) (GJ! -ご褒美編- GJ! -Gohōbihen-) | Nakata Yuyoyuppe                 | Yuyoyuppe      | Yuppemetal       | 2:56    |  |
| 9.                        | "Sis. Anger"                                         | Tsubometal Tmetal                | Tsubometal     | Yuppemetal       | 3:45    |  |
| 10.                       | "No Rain, No Rainbow"                                | Yoshifu-metal Mk-metal Nakametal | Yoshifu-metal  | Ledametal        | 4:50    |  |
| 11.                       | "Tales of the Destinies"                             | Kitsune of Metal God Kxbxmetal   | Mish-Mosh      | Tatsuo Mish-Mosh | 5:35    |  |
| 12.                       | "The One" (Unfinished ver.)                          | Kitsune of Metal God Kxbxmetal   | Mish-Mosh      | Tsubometal       | 3:39    |  |
| Duração total:            | Duração total:                                       | Duração total:                   | Duração total: | Duração total:   | 51:19   |  |

| Limited edition DVD — Tokyo Metropolitan Rock Festival 2015 |                                                |         |  |
| N.º                                                         | Título                                         | Duração |  |
| 1.                                                          | "Megitsune" (メギツネ)                         |         |  |
| 2.                                                          | "Iine!" (いいね！)                             |         |  |
| 3.                                                          | "Catch Me If You Can" (Catch me if you can)    |         |  |
| 4.                                                          | "Head Bangya!!" (ヘドバンギャー！！)           |         |  |
| 5.                                                          | "Road of Resistance"                           |         |  |
| 6.                                                          | "Gimme Chocolate!!" (ギミチョコ！！)           |         |  |
| 7.                                                          | "Ijime, Dame, Zettai" (イジメ、ダメ、ゼッタイ) |         |  |

| Blu-ray da edição limitada "The One" — Apocrypha: The Black Mass |                                                    |         |  |
| N.º                                                              | Título                                             | Duração |  |
| 1.                                                               | "Road of Resistance"                               |         |  |
| 2.                                                               | "Uki Uki ★ Midnight" (ウ・キ・ウ・キ★ミッドナイト) |         |  |
| 3.                                                               | "Awadama Fever" (あわだまフィーバー)               |         |  |
| 4.                                                               | "Catch Me If You Can" (Catch me if you can)        |         |  |
| 5.                                                               | "Rondo of Nightmare" (悪夢の輪舞曲)                |         |  |
| 6.                                                               | "Onedari Daisakusen" (おねだり大作戦)              |         |  |
| 7.                                                               | "Megitsune" (メギツネ)                             |         |  |
| 8.                                                               | "Iine!" (いいね！)                                 |         |  |
| 9.                                                               | "Head Bangya!!" (ヘドバンギャー！！)               |         |  |
| 10.                                                              | "Ijime, Dame, Zettai" (イジメ、ダメ、ゼッタイ)     |         |  |

| Blu-ray da edição limitada "The One" — Apocrypha: The Red Mass |                                                   |         |  |
| N.º                                                            | Título                                            | Duração |  |
| 1.                                                             | "Megitsune" (メギツネ)                            |         |  |
| 2.                                                             | "Doki Doki ☆ Morning" (ド・キ・ド・キ☆モーニング) |         |  |
| 3.                                                             | "Iine!" (いいね！)                                |         |  |
| 4.                                                             | "Akatsuki" (紅月 -アカツキ-)                      |         |  |
| 5.                                                             | "Song 4" (4の歌)                                  |         |  |
| 6.                                                             | "Catch Me If You Can" (Catch me if you can)       |         |  |
| 7.                                                             | "Head Bangya!!" (ヘドバンギャー！！)              |         |  |
| 8.                                                             | "Ijime, Dame, Zettai" (イジメ、ダメ、ゼッタイ)    |         |  |
| 9.                                                             | "Gimme Chocolate!!" (ギミチョコ！！)              |         |  |
| 10.                                                            | "Road of Resistance"                              |         |  |

## Créditos
Créditos adaptados do encarte de Metal Resistance.
| - Su-metal – vocais - Yuimetal – vocais - Moametal – vocais - Kitsune of Metal God – letrista - Mk-metal – letrista - Kxbxmetal – letrista - Yuyoyuppe – letrista, compositor, arranjador - Nakametal – letrista - Norimetal – letrista, compositor - Ryu-metal – letrista, compositor, arranjador - Nakata Caos – letrista - Tsubometal – letrista, compositor, arranjador | - Tmetal – letrista - Yoshifu-metal – letrista, compositor - Mish-Mosh – letrista, arranjador - Kyt-metal – compositor - Takeshi Ueda – compositor, arranjador - Kyoto – arranjador - Tatsuo – arranjador - Megmetal – arranjador - Leda – guitarra, baixo, arranjador - Herman Li – guitarra em "Road to Resistance" - Sam Totman – guitarra em "Road to Resistance" - Hidefumi Usami – cordas, piano, arranjos de coral |

## Desempenho nas paradas
| Parada (2016)                     | Maior posição |
| --------------------------------- | ------------- |
| Japanese Albums (Oricon)          | 2             |
| Japanese Albums (Billboard)       | 2             |
| US Billboard 200                  | 39            |
| US Hard Rock Albums (Billboard)   | 2             |
| US Independent Albums (Billboard) | 4             |
| US Top Rock Albums (Billboard)    | 6             |
| US World Albums (Billboard)       | 1             |

## Histórico de lançamento
| Região         | Data                | Formato                  | Gravadora          | Edições | Ref. |
| -------------- | ------------------- | ------------------------ | ------------------ | ------- | ---- |
| Japão          | 29 de março de 2016 | CD+DVD                   | Limitada           | [ 44 ]  |      |
| Japão          | 29 de março de 2016 | CD                       | Padrão             | [ 2 ]   |      |
| Japão          | 1 de abril de 2016  | [ 45 ]                   | Padrão             |         |      |
| Japão          | 1 de abril de 2016  | CD+Blu-ray               | Limitada "The One" | [ 46 ]  |      |
| Reino Unido    | 1 de abril de 2016  | earMusic                 | "Out of Japan"     | [ 47 ]  |      |
| Estados Unidos | 1 de abril de 2016  | Sony Music Entertainment | "Out of Japan"     | [ 48 ]  |      |